# Пнікут
Пні́кут  (стара назва — Пнекольт) — село в Україні, у Мостиській міській територіальній громаді Яворівського району Львівської області. Розташоване розташоване на річці Січній, за 12 км на південь від центру громади та за 15 км від залізничної станції Мостиська. Через село проходить шосе Самбір—Мостиська. Населення — 1003 особа (2015).

## Населення
Станом на 1959 рік населення села становило 1020 осіб.
За переписом населення 2001 року в селі мешкали 1 104 особи.

### Мова
Розподіл населення за рідною мовою за даними перепису 2001 року:
| Мова       | Відсоток |
| ---------- | -------- |
| українська | 51,59 %  |
| польська   | 48,05 %  |
| російська  | 0,36 %   |

## Історія
Перша згадка про Пнікут датується 1359 роком. Належало руським боярам Шульжичам. Збереглась купча грамота з 1366 року в якій дідицтво на село у Хлипа та Захарії Шульжичів купує Петрашко Радзієвський. Грамота є цінною пам'яткою давньоруського діловодства у якій наводяться імена великої кількості представників провідної верстви Перемиської землі. Судячи із змісту грамоти у той час в селі був колодязь, борті, сіножаті, ліс.
В 1385 році, за не з'ясованих докладно обставин, руських боярин Петро Сая, передав село у власність новопосталій католицькій єпархії у Перемишлі. Згодом, у 1402 році латинські єпископи продали село, але у 1417 році певернули у свою власність. Від 1470 року з'явилась католицька парафія.
У 1937 році в селі відбувся страйк.
Після здобуття Україною Незалежності у селі відновлена православна парафія із церквою святителя Миколая, належить ПЦУ.

## Інфраструктура
За радянських часів у селі розміщувався перший відділок радгоспу «Крукеницький». Із допоміжних підприємств були млин, пилорама, столярна майстерня. Земельна площа радгоспу — 6 тис. га. Виробничий напрям — зерновий і м'ясо-молочний, допоміжною галуззю є овочівництво.
Село має восьмирічну школу, середню школу сільської молоді, бібліотеку, клуб. До послуг мешканців лікарня на 75 ліжок, 2 побутові майстерні.

## Пам'ятки
- Костел святого Миколая, споруджений у 1908—1911 роках за проєктом архітектора М. Яблонського в неоготичному стилі. Пам'ятка архітектури місцевого значення під реєстраційним № 881-М.